# 短颌鲚
短颌鲚（学名：Coilia brachygnathus）为輻鰭魚綱鯡形目鳀科鲚属的鱼类，俗名毛鲚、毛刀鱼，是中国的特有物种。分布于长江中下游及其附属水体等，一般栖息于淡水以及长江中下游通江湖泊。该物种的模式产地在洞庭湖、汉口。本魚從頭部至尾部逐漸變細，腹部圓潤，臀鰭長並和尾鰭相連，尾鰭小，臀鰭軟條80枚，體長可達27公分，可作為食用魚。

## 扩展阅读
維基物種上的相關：短颌鲚